# Oreh, Kărdjali
Oreh (în bulgară Орех) este un sat în comuna Krumovgrad, regiunea Kărdjali,  Bulgaria. 

## Demografie
Componența etnică a satului Oreh
     Turci (97,55%)
     Nicio identificare (2,44%)
     Altele (0%)
La recensământul din 2011, populația satului Oreh era de 327 locuitori. Din punct de vedere etnic, majoritatea locuitorilor (97,55%) erau turci. Pentru 2,44% din locuitori nu este cunoscută apartenența etnică.